# Jens Exler
Jens Exler (* 24. Juli 1914 in Flensburg; † 27. März 1987 ebenda) war ein deutscher Laientheater-Schauspieler, Regisseur und niederdeutscher Bühnenschriftsteller, der in plattdeutscher Sprache vor allem Lustspiele schrieb. Seine Stücke wurden und werden auf vielen Bühnen in Deutschland und im Ausland gespielt. Er inszenierte etwa 150 Aufführungen.

## Leben

### Familie und Beruf
Exler wurde als Sohn eines Leinewebers geboren. Er war evangelisch, besuchte die Volks- und ab 1924 die Realschule in Flensburg. Von 1930 bis 1934 machte er eine Maler- und Tapeziererlehre mit Ausbildung in Bautechnik und arbeitete anschließend als Malergeselle in Flensburg. 1939 heiratete er Anita Schröder. Aus der Ehe gingen die Kinder Silke, Jens, Dierk und Wiebke Exler hervor. Während des Zweiten Weltkriegs war er von 1940 bis 1945 Soldat. Ab 1946 arbeitete er als Technischer Angestellter in Flensburg, von 1945 bis 1976 war er stellvertretender Direktor der städtischen Wohnungsbaugesellschaft Flensburgs. 1976 trat er in den Ruhestand.

### Theaterspiel
Mit 18 Jahren begann Exler mit dem Theaterspielen an einer Vereinsbühne. Danach wechselte er zur Niederdeutschen Bühne Flensburg, als deren Mitglied ab 1932 er als Regisseur und Schauspieler wirkte. Unter seiner Leitung (1951–1961) wurde sie zu einem der führenden niederdeutschen Theater Schleswig-Holsteins. Zahlreiche eigene, aber auch Stücke anderer Autoren inszenierte Exler im Laufe der Jahre. Dabei spielte er selbst viele ernste und heitere Rollen. Gastauftritte führten ihn als Regisseur und als Schauspieler an andere Bühnen, u. a. das Ohnsorg-Theater in Hamburg.

### Als niederdeutscher Autor
Mit seinem ersten Stück „Swattbunte Farken“ wurde Exler ab 1947 zu einem der meistgespielten niederdeutschen Autoren. Seine Werke wurden durch Übersetzungen in andere Mundarten und ins Hochdeutsche bald in ganz Deutschland und im Ausland bekannt. Darüber hinaus gab es zahlreiche Fernsehaufführungen und Übertragungen seiner Stücke.
Zahlreiche Auszeichnungen waren der Lohn für sein lebenslanges Engagement für die niederdeutsche Sprache.
Exlers Motto war: „Die Menschen erwarten nach einem harten Arbeitstag Fröhlichkeit und Entspannung und wollen von dort, wo man sich einmal herzlich ausgelacht hat, erfrischt in den Alltag zurückkehren!“

## Werke (Auswahl)
- 17 niederdeutsche Theaterstücke, unter anderem Tratsch im Treppenhaus. 1960.
- … und oben wohnen Engel. 1962.
  - Und z oberst wohne s Ängels. Lustspiel in 3 Akten. In Dialekt bearb. von Arthur Brenner; Breuninger, Aarau (1980).
  - … un bovve wonne Engel. Lustspiel in drei Akten. Kölsche Bearb. von Ralf Fahnenschmidt, Theaterverlag Mahnke, Verden/Aller 1994.
- Der politische Bock. 1965.
- Fünf Minuten vor zwölf. 1984. Hörspiel
- Goldener Herbst. Lustspiel in einem Akt. Hochdt. Fassung von Konrad Hansen, Theaterverlag Mahnke, Verden/Aller 1994.
- mit Silke Keim: Lauter schwarze Schafe. Komödie in drei Akten. Theaterverlag Mahnke, Verden/Aller 1999.
- Thea Witt macht nicht mit. Lustspiel in drei Akten. Bearb. und ins Hochdeutsche übertr. von Silke Keim, Theaterverlag Mahnke, Verden/Aller 2005.
- Tratsch im Treppenhaus. Ungekürzte Originaltonspur der Fernsehaufführung von 1966. 2008, 2 CDs + Booklet; ISBN 978-3-356-01276-7.

## Ehrungen und Auszeichnungen
- 1965: Silberne Ehrennadel des Niederdeutschen Bühnenbundes
- 1972: Goldene Ehrennadel des Niederdeutschen Bühnenbundes
- 1979: Schleswig-Holstein-Medaille für besondere Verdienste um die Heimat
- 1982: Ehrenbrief des Niederdeutschen Bühnenbundes Schleswig-Holstein zum 50-jährigen Bühnenjubiläum